# Poa quadrata
Poa quadrata är en gräsart som beskrevs av Jan Frederik Veldkamp. Poa quadrata ingår i släktet gröen, och familjen gräs. Inga underarter finns listade i Catalogue of Life.